# Estádio José Antonio de Lima
Estádio José Antonio de Lima – stadion piłkarski, w Quixadá, Ceará, Brazylia, na którym swoje mecze rozgrywa klub Quixadá Futebol Clube.